# Politically Incorrect (blog)
Politically Incorrect est un blogue allemand fondé en 2004 par Stefan Herre. Le blog est anti-djihadiste, pro-américain et pro-Israël mais il a aussi soutenu la Russie pendant la crise ukrainienne de 2013. Il dénonce l'islamisation de l'Europe et critique l'Union européenne. Le blog promeut aussi les manifestations de PEGIDA.

## Histoire
Politically Incorrect est fondé en 2004 par un enseignant allemand, Stefan Herre, peu après la réélection de George W. Bush, « dans le but de faire quelque chose contre l'anti-américanisme ». Il est anti-djihadiste, et d'extrême-droite. C'est l'un des plus anciens sites d'extrême droite d'Allemagne. Sa popularité a augmenté dans la foulée de la controverse entourant les caricatures de Mahomet du journal Jyllands-Posten l'année suivante. C’est l’un des blogs allemands les plus populaires, recevant chaque jour plusieurs dizaines de milliers de visiteurs et se classant parmi les mille plus grands sites Web allemands en termes de trafic. Le site s'est classé neuvième en mars 2013 parmi les blogs allemands en termes de résonance publique dans les réseaux sociaux virtuels. Le blog est interactif, permettant aux visiteurs de laisser des commentaires dans un délai déterminé. Une grande partie de son contenu est islamophobe.